# Dobrina, Žetale
Dobrina je naselje v Občini Žetale, v Halozah na vzhodu Slovenije. Naselje se nahaja v tradicionalni pokrajini Štajerska in spada v Podravsko statistično regijo.
Dobrino sestavljajo zaselki Dobrina, Dobrinska Gorca, Globočec, Hrastov Vrh, Laze, Male Prekože, Podpeč, Rapače, Reber, Spodnje Ravno, Strajna, Temnjak, Velike Prekože, Veliki Vrh, Zgornje Ravno in Žale.

## Gospodarstvo
V okolici prevladujejo gozdovi, travniki in pašniki. Razvita je živinoreja. 
V Dobrini so  nekaj let po drugi svetovni vojni odprli pletilski obrat (stoli in drugo iz Vrbovih mladik), a so ga potem preselili v drug kraj.

## Zgodovina
Leta 1957 je bilo v Dobrini 76 hišnih številk in 430 prebivalcev, leta 1995 pa še samo 291.
Dobrina se v prvič omenja leta 1324, ko je Ortof, Oče Hermana Dobrinskega, kupil od Ucmanovih sinov pravico do nekaj desetine pri Rogatcu. V Dobrini je obstajal dvor, o katerem pa ni zanesljivih podatkov.
Prve omembe krajev pred 1500: Prekože (1308) in (1322), Dobrina (1324), Dobrinska Gorca (1340), Strajna (1423), Globočec (1436), Sopišovec (Ravno) (1440).